# بيتشينو
بيتشينو هي بلدة، في أستراليا، تقع في تاسمانيا، بلغ عدد سكانها 943  نسمة وذلك حسب إحصائيات سنة 2016، رمزها البريدي هو 7215.